# Alex Borstein

Alexandrea Borstein (Highland Park, Illinois, 1971. február 15.–) háromszoros Primetime Emmy-díjas amerikai színésznő, szinkronszínésznő, humorista, forgatókönyvíró és producer. 
Legismertebb szinkronszerepe Lois Griffin a Family Guy (1999–) című animációs sorozatban, mellyel több jelölésből egy Primetime Emmy-díjat nyert. A Mad TV (1997–2009) című, szkeccsekre épülő vígjáték-sorozatban főszereplőként számos szereplőt megformált, de játszott a Meg-boldogulni (2013–2015) és A káprázatos Mrs. Maisel (2017–) című vígjáték-sorozatokban is – utóbbival két további Primetime Emmy-díjat elnyerve. 
Mellékszereplőként tűnt fel olyan filmekben, mint a Csáó, Lizzie! (2003), A Macskanő (2004), a Jó estét, jó szerencsét! (2005), a Gyógyegér vacsorára (2010), a Ted (2012), a ParaNorman (2012) és a Hogyan rohanj a veszTEDbe (2014).

## Filmográfia

### Film
| Év   | Magyar cím                      | Eredeti cím                                  | Szerep                             | Magyar hang    |
| ---- | ------------------------------- | -------------------------------------------- | ---------------------------------- | -------------- |
| 2000 | Sakáltanya                      | Coyote Ugly                                  | nő az aukción                      |                |
| 2002 | Bocsánatos bűnös                | Dawg                                         | Darcy Smits                        |                |
| 2002 | Showtime – Végtelen és képtelen | Showtime                                     | castingrendező                     |                |
| 2003 | Csáó, Lizzie!                   | The Lizzie McGuire Movie                     | Miss Ungermeyer                    | Kiss Eszter    |
| 2003 | Tapló télapó                    | Bad Santa                                    | anya Milwaukee-ból                 |                |
| 2004 |                                 | Seeing Other People                          | Tracy                              |                |
| 2004 | A Macskanő                      | Catwoman                                     | Sally                              | Incze Ildikó   |
| 2004 |                                 | Billy's Dad Is a Fudge-Packer! (rövidfilm)   | Betty Henderson                    |                |
| 2005 | Papák a partvonalon             | Kicking & Screaming                          | ellenszenves Hummeres hölgy        |                |
| 2005 |                                 | Stewie Griffin: The Untold Story (videófilm) | Lois Griffin / egyéb hangok        |                |
| 2005 | Jó estét, jó szerencsét!        | Good Night, and Good Luck                    | Natalie                            | Kerekes Andrea |
| 2006 | Kiscsávó                        | Little Man                                   | Janet                              | Peller Anna    |
| 2007 | A kulcsfigura                   | The Lookout                                  | Mrs. Lange                         |                |
| 2010 | Bérgyilkosék                    | Killers                                      | Lily Bailey                        | Sági Tímea     |
| 2010 | Gyógyegér vacsorára             | Dinner for Schmucks                          | Martha                             |                |
| 2010 |                                 | For Christ's Sake                            | Mrs. Marcus                        |                |
| 2012 | Ted                             | Ted                                          | Helen Bennett                      | Márton Eszter  |
| 2012 | ParaNorman                      | ParaNorman                                   | Mrs. Henscher (hangja)             | Molnár Piroska |
| 2014 | Hogyan rohanj a veszTEDbe       | A Million Ways to Die in the West            | Millie                             |                |
| 2015 | Káosz karácsonyra               | Love the Coopers                             | Angie                              | Peller Anna    |
| 2016 | Angry Birds – A film            | The Angry Birds Movie                        | Sophie Bird / Peggy Bird (hangja)  |                |
| 2021 | Flamik                          | Extinct                                      | Mali (hangja)                      |                |
| 2022 | A rosszfiúk                     | The Bad Guys                                 | Misty Luggins rendőrfőnök (hangja) | Peller Anna    |
| 2025 | A rosszfiúk 2.                  | The Bad Guys 2                               | Misty Luggins rendőrfőnök (hangja) | Peller Anna    |

### Televízió
| Év        | Magyar cím                              | Eredeti cím                          | Szerep                                                               | Megjegyzések                                                                  |
| --------- | --------------------------------------- | ------------------------------------ | -------------------------------------------------------------------- | ----------------------------------------------------------------------------- |
| 1993–1994 |                                         | Mighty Morphin Power Rangers         | több szereplő hangja                                                 | 4 epizód                                                                      |
| 1996      |                                         | Power Rangers Zeo                    | Queen Machina / Robocupid (hangja)                                   | 42 epizód                                                                     |
| 1996      |                                         | Big Bad Beetleborgs                  | Cataclaws (hangja)                                                   | 1 epizód                                                                      |
| 1997–2016 |                                         | Mad TV                               | önmaga / több szereplő                                               | - főszereplő (127 epizód) - forgatókönyvíró                                   |
| 1999–     | Family Guy                              | Family Guy                           | Lois Griffin, Barbara Pewterschmidt / Tricia Takanawa / egyéb hangok | - főszereplő - forgatókönyvíró és producer - Lois magyar hangja: - Vándor Éva |
| 2000–2005 | Szívek szállodája                       | Gilmore Girls                        | Drella / Miss Celine / Doris                                         | - 9 epizód - magyar hangja: - Simorjay Emese                                  |
| 2002      |                                         | Titus                                | Nicky                                                                | 1 epizód                                                                      |
| 2002–2003 |                                         | 3 South                              | Becky (hangja)                                                       | 3 epizód                                                                      |
| 2003      | Jóbarátok                               | Friends                              | nő a színpadon                                                       | 1 epizód (9. évad)                                                            |
| 2003      | Frasier – A dumagép                     | Frasier                              | Evelyn                                                               | 1 epizód (10. évad)                                                           |
| 2005–2019 | Robotcsirke                             | Robot Chicken                        | több szereplő hangja                                                 | 14 epizód                                                                     |
| 2006      | Firka Villa                             | Drawn Together                       | Lois Griffin / egyéb hangok                                          | 2 epizód                                                                      |
| 2006–2016 | Amerikai fater                          | American Dad!                        | Gupta doktor / múzeumi kurátor (hangja)                              | 2 epizód                                                                      |
| 2007–2009 |                                         | Slacker Cats                         | Latoyah (hangja)                                                     | 11 epizód                                                                     |
| 2009      |                                         | Glenn Martin, DDS                    | eladó (hangja)                                                       | 1 epizód                                                                      |
| 2009–2013 | A Cleveland-show                        | The Cleveland Show                   | Hadassah Lowenstein / Lois Griffin / egyéb hangok                    | 17 epizód                                                                     |
| 2011–2015 | Shameless – Szégyentelenek              | Shameless                            | Lou Deckner                                                          | - 5 epizód - forgatókönyvíró és tanácsadó producer                            |
| 2012      | Vérmes négyes                           | Hot in Cleveland                     | Preshi                                                               | - 1 epizód - magyar hangja: - Sági Tímea                                      |
| 2012–2013 |                                         | Bunheads                             | Sweetie Cramer / prostituált                                         | 2 epizód                                                                      |
| 2012–2016 | A munka hősei                           | Workaholics                          | Colleen Walker                                                       | 3 epizód                                                                      |
| 2013–2015 | Meg-boldogulni                          | Getting On                           | Dawn Forchette                                                       | főszereplő (26 epizód)                                                        |
| 2015      | Családom, darabokban                    | Life in Pieces                       | Lynette                                                              | 1 epizód                                                                      |
| 2015      |                                         | Masters of Sex                       | Loretta                                                              | 1 epizód                                                                      |
| 2016      | Mexifornia                              | Bordertown                           | Janice Buckwald / Becky (hangja)                                     | 12 epizód                                                                     |
| 2016      | Szívek szállodája: Egy év az életünkből | Gilmore Girls: A Year in the Life    | Drella / Miss Celine                                                 | minisorozat (2 epizód)                                                        |
| 2016      | Atyám, Zorn!                            | Son of Zorn                          | Elizabeth                                                            | 1 epizód                                                                      |
| 2017      | Állatok                                 | animals.                             | Lois Griffin (hangja)                                                | 1 epizód                                                                      |
| 2017–2023 | A káprázatos Mrs. Maisel                | The Marvelous Mrs. Maisel            | Susie Myerson                                                        | - főszereplő - magyar hangja: - Peller Anna                                   |
| 2021      |                                         | Awkwafina Is Nora from Queens        | Wilma (hangja)                                                       | 1 epizód                                                                      |
| 2022      |                                         | Resident Alien                       | Carlyn                                                               | 1 epizód                                                                      |
| 2023      |                                         | Alex Borstein: Corsets & Clown Suits | önmaga                                                               | különkiadás                                                                   |

### Videójátékok
| Év   | Cím                                | Szerep                              |
| ---- | ---------------------------------- | ----------------------------------- |
| 2006 | Family Guy Video Game!             | Lois Griffin / több szereplő hangja |
| 2012 | Family Guy: Back to the Multiverse | Lois Griffin / több szereplő hangja |
| 2014 | Family Guy: The Quest for Stuff    | Lois Griffin / több szereplő hangja |

## Fordítás
- Ez a szócikk részben vagy egészben  az   Alex Borstein című angol Wikipédia-szócikk fordításán alapul.  Az eredeti cikk szerkesztőit annak laptörténete sorolja fel. Ez a jelzés csupán a megfogalmazás eredetét és a szerzői jogokat jelzi, nem szolgál a cikkben szereplő információk forrásmegjelöléseként.